# Sava Bohinjka
Sava Bohinjka je řeka v Julských Alpách ve Slovinsku. Je 33 km dlouhá. Povodí má rozlohu přibližně 356 km².

## Průběh toku
Řeka Sava Bohinjka má dvě zdrojnice, z nichž pravá Jezernica odtéká z Bohinjského jezera a je druhou nejkratší řekou Slovinska. Levá zdrojnice Mostnica přitéká ze severu a obě se spojují u vesnice  Ribčev laz. Teče na východ přes vesnice Laški Rovt, Polje, Kamnje, Savica a Brod do Bohinjské Bystrice, kde protéká kolem autokempingu Danica. Pokračuje dále k východu údolím, vlevo postupně míjí vesnice Bitnje, Log na Bohinju, Nomenj a Bohinjska Bela až se přibližuje na vzdálenost 1 km k Bledskému jezeru, které míjí z jihu. Pokračuje na východ a míjí opět vlevo vesnice Selo pri Bledu, Ribno a Bodešče. Západně od města Radovljica se stéká se Savou Dolinkou přitékající ze severu a tvoří tak pravou zdrojnici Sávy.

### Přítoky
- pravé – Bistrica, Belca, Grmečica, Blatnica
- levé – Jereka, Peračica, Jezernica

## Vodní režim
Průměrný průtok vody u vodoměrné stanice Bodešče činí 21,6 m³/s.